# 특급열차
특별급행열차(特別急行列車, limited express) 또는 특급열차(特急列車)는 급행열차의 일종으로서 보통의 급행열차보다 더 빠르게 달리며 더 적은 수의 역에 정차하는 등급이다.